# Lituania la Concursul Muzical Eurovision 2010
Lituania participă la concursul muzical Eurovision 2010. Concursul național de determinare a reprezentantului ei s-a numit Eurovizijos 2010, iar finala acestuia a avut loc la 4 martie 2010. Învingătoare a ieșit formația InCulto. 